# Blood in My Eye
Blood In My Eye è il quinto disco registrato in studio dal rapper di New York Ja Rule pubblicato il 4 novembre del 2003 dalla Def Jam e dalla Murder Inc.. La caratteristica di questo disco è della presenza della grande quantità di dissing indirizzati contro: Eminem, G-Unit, 50 Cent, Obie Trice, DMX, Young Buck, Proof, dei D-12 e l'intera Aftermath Records

## Tracce
1. "Murder Intro" (0:25) (prod. da Ja Rule)
2. "The Life" (ft. Hussein Fatal, Cadillac Tah & James Gotti) (4:35) (diss. contro la G-Unit e 50 Cent) (prod. da Jimi Kendrix)
3. "Clap Back" (4:56) (diss. contro 50 Cent) (prod. da Scott Storch)
4. "The Crown" (ft. Sizzla) (3:45) (diss. contro 50 Cent) (prod. da Chink Santana)
5. "Kay Slay" (skit) (0:18) (prod. da Ja Rule)
6. "Things Gon' Change/2 Punk Ass Quarters" (ft. Black Child, Young Merc & D.O. Cannons) (4:01) (diss. contro Dr. Dre, Eminem, Proof, 50 Cent, DMX, Obie Trice e la Aftermath Records) (prod. da Jimi Kendrix)
7. "Race Against Time II" (3:53) (prod. da Jimi Kendrix)
8. "Bobby Creep" (skit) (0:44) (prod. da Ja Rule)
9. "Niggas & Bitches" (4:34) (prod. da BlackOut)
10. "The INC Is Back" (5:22) (ft. Shadow, Sekou 720 & Black Child) (prod. da Sekou 720)
11. "Remo" (skit) (1:13) (prod. da Rebel)
12. "Blood In My Eye" (2:25) (ft. Hussein Fatal) (diss. contro DMX) (prod. da Jimi Kendrix)
13. "It's Murda" (Freestyle) (3:36) (ft. Hussein Fatal) (diss. contro Proof, Eminem e 50 Cent) (prod. da Irv Gotti)
14. "The Wrap" (Freestyle) (5:09) (ft. Hussein Fatal) (diss. contro Young Buck, Dr. Dre, Eminem e 50 Cent) (prod. da Irv Gotti)